# Custos Messium

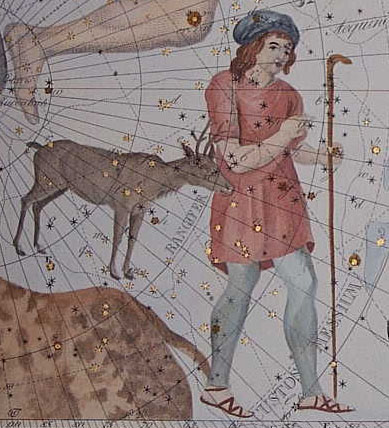
La constelación de Custos Messium.

Custos Messium o el Guardián de la Cosecha es una antigua constelación ideada por el astrónomo francés Joseph Lalande en 1775. Compuesta por un grupo de estrellas tenues situadas entre las actuales constelaciones de Camelopardalis, Casiopea y Cefeo, representa a un granjero que recoge trigo. Esta área del cielo fue previamente conocida como «el Campo de Trigo». Aunque la constelación apareció en varios atlas estelares, pronto cayó en desuso y hoy no es reconocida como tal. 
El nombre «Messium» hace referencia a Charles Messier, el famoso cazador de cometas. De hecho, era a menudo conocida como Messier, particularmente en Francia. Joseph Lalande eligió esta zona anteriormente anónima del cielo porque fue aquí donde fue visto el cometa de 1774, ampliamente observado por Messier, pero descubierto por el también francés Jacques Montaigne.